# Bear Creek (condado de Sauk, Wisconsin)
Bear Creek es un pueblo ubicado en el condado de Sauk en el estado estadounidense de Wisconsin. En el Censo de 2010 tenía una población de 595 habitantes y una densidad poblacional de 4,62 personas por km².

## Geografía
Bear Creek se encuentra ubicado en las coordenadas 43°18′13″N 90°9′11″O / 43.30361, -90.15306. Según la Oficina del Censo de los Estados Unidos, Bear Creek tiene una superficie total de 128.66 km², de la cual 128.59 km² corresponden a tierra firme y (0.06%) 0.08 km² es agua.

## Demografía
Según el censo de 2010, había 595 personas residiendo en Bear Creek. La densidad de población era de 4,62 hab./km². De los 595 habitantes, Bear Creek estaba compuesto por el 98.49% blancos, el 0.5% eran afroamericanos, el 0% eran amerindios, el 0.17% eran asiáticos, el 0% eran isleños del Pacífico, el 0.34% eran de otras razas y el 0.5% pertenecían a dos o más razas. Del total de la población el 1.51% eran hispanos o latinos de cualquier raza.